# Ledermanniella prasina
Espèce
Ledermanniella prasina J.J.Schenk & D.W.Thomas est une espèce de plantes à fleurs du genre Ledermanniella et de la famille des Podostemaceae selon la classification phylogénétique.
Son épithète spécifique prasina signifie « vert », « de la couleur de l'herbe ».

## Description
La plante a été décrite en 2004 par John J. Schenk et Duncan W. Thomas.

## Répartition
Ledermanniella prasina est une plante endémique du Cameroun.